# 2015 TB145
2015 TB145 — навколоземний астероїд діаметром приблизно 600 метрів — найімовірніше, це ядро виродженої комети. 31 жовтня 2015 року він наблизився до Землі на 1,27 відстані до Місяця. Передбачалося, що під час максимального наближення астероїд матиме видиму зоряну величину 10m. У момент максимальної яскравості астрономи-аматори могли спостерігати його в невеликі телескопи. Найзручніші умови для спостереження були в північній півкулі.

## Огляд

Радіолокаційні зображення

Уперше астероїд 2015 TB145 було помічено 10 жовтня 2015 року під час огляду Pan-STARRS за допомогою 1,8-метрового (71-дюймового) телескопа системи Річі — Кретьєна, коли його видима зоряна величина становила приблизно 20m. Очікувалося, що 31 жовтня 2015 року астероїд наблизиться на відстань 0,0019 а. о. (280 000 км) до Місяця, а невдовзі — на відстань 0,0032 а. о. (480 000 км) до Землі. Насправді астероїд пролетів на відстані 486 000 км від нашої планети, що в 1,3 раза перевищує відстань до Місяця
Близький проліт спостерігали за допомогою радарів обсерваторії «Голдстоун» і Грін-Банкського телескопа. Радарні зображення показали, що об'єкт має кулясту форму, приблизно 2000 футів (600 метрів) у діаметрі й обертається навколо своєї осі за п'ять годин.
Космічне тіло стандартної зоряної величини менше 20H востаннє пролітало ближче до Землі 3 липня 2006 року, коли астероїд (612901) 2004 XP14 наблизився на 1,1 відстані до Місяця. Наступним відомим проходженням тіла такого розміру буде наближення астероїда (137108) 1999 AN10, який пролетить повз Землю на відстані 1 радіуса місячної орбіти 7 серпня 2027 року.
| Анімація прольоту, яким він спостерігався із Землі. Кожна крапка відповідає одній годині траєкторії руху |

## Зовнішні посилання
- Емуляція орбіти [Архівовано 20 квітня 2017 у Wayback Machine.]
- Архів WebCite рішення JPL 2 від 14 жовтня 2015 р.